# マダラカンムリカッコウ

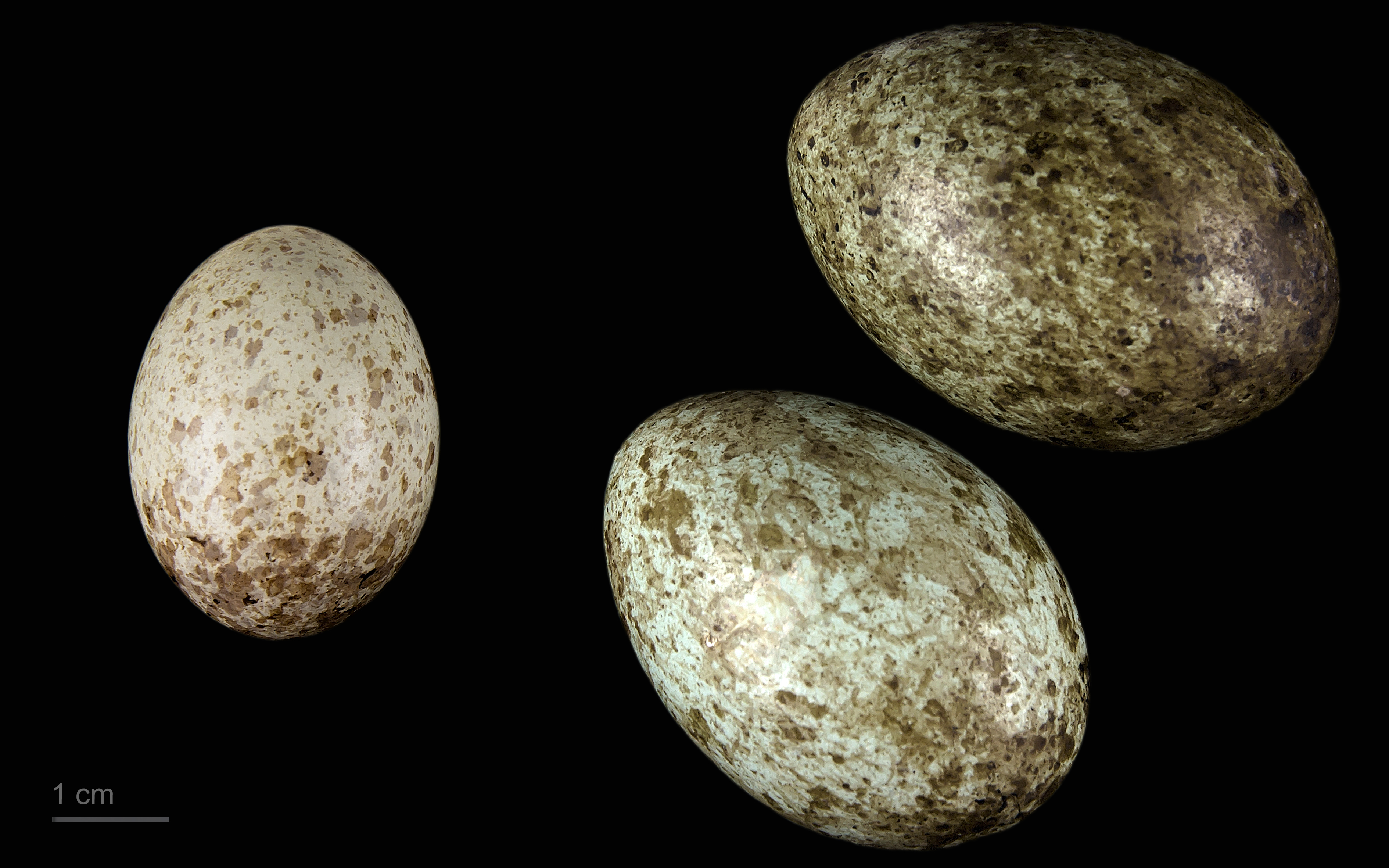
Clamator glandarius + Corvus cornix

マダラカンムリカッコウ（斑冠郭公、学名：Clamator glandarius）は、カッコウ科に分類される鳥類の一種。
ハシボソガラスに托卵するが、カラスの卵を落としたり雛を襲ったりはしない。カラスが卵を攻撃することもない。

## 分布
スペインに生息する。

## 形態
全長約35-39cm。冠羽が銀灰色で、背と翼に白い斑模様がある。喉は淡黄色で、下面は白い。

## 生態
主に半乾燥地帯の疎林や低木林、丘陵斜面に生息する。
地面で採食を行い、昆虫や小さな爬虫類を食べる。
カラスに托卵する。カラスよりもギャー、ギャー、と鳴き、たとえ、鳴いても鳴きやまず 鳴き声が大きいと運ぶ食物の量を増やす。